# Ashley (Illinois)
Pour les articles homonymes, voir Ashley.
Ashley est une ville de l'Illinois, dans le comté de Washington aux États-Unis.